# Гуситські пісні
Гуситські пісні — чеські народні духовні гімни, створені в період гуситських війн 1419—37. Виконувались одноголосно, їх мелодії мали невеликий діапазон і спиралися на церковні лади, проте на відміну від католицької літургійної музики тих часів, виконувались чеською мовою і без супроводу. Метричне членування чеської мови обумовило побудову й ритміку мелодич. фрази, що відповідно до змісту пісні здобувала бойовий або проповідницький характер.
Велика кількість гуситських хоралів, молитов і коляд опублікована в «Їстебницькому канціоналі» (1420), в тому числі 77 пісень таборитів і чашників. Завдяки легкості виконання гуситські одержали широке поширення й мали важливе значення для розвитку професійної чеської музики. Найвідоміші гуситські пісні — похідний гімн «Повстань, повстань, велике місто Прага» («Povstaň, povstaň, veliké město pražské»), а також гімн таборитів «Хто же ви, божі воїни?» («Ktož jsú boží bojovníci»), що використана Б. Сметаною, А. Дворжаком й іншими композиторами.